# Тальковский сельсовет
Тальковский сельсовет — упразднённая административно-территориальная единица на территории Пуховичского района Минской области Республики Беларусь.

## История
Пуховичский район был образован17 июля 1924 года. Через месяц, 20 августа 1924 года район был разделён на 12 сельсоветов, среди которых был Тальковский.
18 декабря 2009 года Тальковский сельсовет упразднён. Населённые пункты включены в состав Блужского сельсовета.

## Состав
Тальковский сельсовет включал 17 населённых пунктов:
- Блужский Бор — деревня.
- Великое Поле — деревня.
- Веселово — деревня.
- Демьяновка — деревня.
- Калиновка — деревня.
- Колеюги — деревня.
- Ленинск — деревня.
- Леоновка — деревня.
- Малиновка — деревня.
- Насыцк — деревня.
- Орешковичи — деревня.
- Рудня — деревня.
- Слободка — деревня.
- Талька — деревня.
- Теребуты — деревня.
- Чароты[бел.] — деревня.
- Яновка — деревня.